# Порт Нечес (Тексас)
Порт Нечес (енгл. Port Neches) град је у америчкој савезној држави Тексас. По попису становништва из 2010. у њему је живело 13.040 становника.

## Демографија
Према попису становништва из 2010. у граду је живело 13.040 становника, што је 561 (4,1%) становника мање него 2000. године.
| Група             | 2000.          | 2010.          |
| Белци             | 12.410 (91,2%) | 11.154 (85,5%) |
| Афроамериканци    | 126 (0,9%)     | 134 (1,0%)     |
| Азијати           | 214 (1,6%)     | 309 (2,4%)     |
| Хиспаноамериканци | 690 (5,1%)     | 1.296 (9,9%)   |
| Укупно            | 13.601         | 13.040         |